# Municipio de Upper Providence (condado de Montgomery)
El municipio de Upper Providence  (en inglés, Upper Providence Township) es una subdivisión administrativa del condado de Montgomery, Pensilvania, Estados Unidos. Según el censo de 2020, tiene una población de 24 091 habitantes.

## Geografía
Está ubicado en las coordenadas 40°10′2″N 75°29′13″O / 40.16722, -75.48694 (40.167174, -75.486915).

## Demografía
Según la Oficina del Censo, en 2000 los ingresos medios de los hogares eran de $75,789 y los ingresos medios de las familias eran de $85,660. Los hombres tenían unos ingresos medios de $54,764 frente a $37,193 para las mujeres. La renta per cápita era de $31,251. Alrededor del 1.5% de la población estaba por debajo del umbral de pobreza.
De acuerdo con la estimación 2015-2019 de la Oficina del Censo, los ingresos medios de los hogares son de $131,453 y los ingresos medios de las familias son de $145,730. Los ingresos per cápita en los últimos doce meses, medidos en dólares de 2019, son de $58,781. Alrededor del 3.7% de la población está por debajo del umbral de pobreza.
Según el censo de 2020, el 76.89% de la población son blancos, el 12.40% son asiáticos, el 3.91% son afroamericanos, el 0.15% son amerindios, el 0.01% son isleños del Pacífico, el 1.01% son de otras razas y el 5.62% son de una mezcla de razas. Del total de la población, el 3.21% son hispanos o latinos de cualquier raza.

## Gobierno
El municipio está gobernado por una junta de supervisores integrada por cinco miembros.